# Gubernia archangielska
Gubernia archangielska (ros. Архангельская губерния) – jednostka administracyjna (gubernia) Imperium Rosyjskiego i RFSRR  utworzona ukazem cara Piotra Wielkiego 29 grudnia 1708 jako gubernia archangelogorodska. Stolicą guberni był Archangielsk. Zlikwidowana w 1929.
W styczniu 1780 roku przekształcona w namiestnictwo Wołogdy. W 1784 na powrót utworzono namiestnictwo archangielskie, a 31 grudnia 1796?/11 stycznia 1797 przywrócono gubernię archangielską.
Gubernia graniczyła od północy z Oceanem Arktycznym (Morze Barentsa), od zachodu z  Norwegią i gubernią uleaborską (Wielkie Księstwo Finlandii), od południowego zachodu z gubernią ołoniecką, od południa z gubernią wołogodzką, od wschodu z gubernią tobolską, od której oddzielał ją grzbiet Uralu.
Gubernia obejmowała powierzchnię 842 531 km². Według spisu powszechnego 1897 zamieszkiwało ją 346 536 osób, z czego 294 865 stanowili Rosjanie, 23 259 Komi-Zyrianie, 19 522 Karelowie, a 3 874 Nieńcy.